# Parasemia rufa-obsoleta
Parasemia rufa-obsoleta är en fjärilsart som beskrevs av Tutt 1897. Parasemia rufa-obsoleta ingår i släktet Parasemia och familjen björnspinnare. Inga underarter finns listade i Catalogue of Life.